# Костяное масло
Костяное масло, костное масло (лат. oleum cornu cervi, англ. bone oil lubricant) — высококачественное органическое смазочное масло животного происхождения. Прозрачная, светло-желтого оттенка маслянистая жидкость. В прошлом использовалось в медицине. Вырабатывается из животного костного жира, содержащегося в крупных костях животных.

## Применение
Костяное масло было известно ещё в XVI веке. Медицина того времени приписывала этому продукту многие целебные свойства, некоторое медицинское применение костное масло находило и в XIX веке. Тогда же оно использовалось как сырьё для химической и фармацевтической промышленности, в частности, оно служило материалом для получения в чистом виде пиридинов. Перегонкой костного масла получали диппелево масло (англ. Dippel's oil).
В народной медицине костяное масло применяется для растирания при ломоте в суставах.
Костное масло находит применение в шерстяной и кожевенной промышленности.
Оно является высококачественным смазочным маслом, и, в отличие от большинства традиционно используемых материалов животного происхождения, не утратило своего значения в качестве компонентов и современных смазок. Оно хорошо удерживается на смазываемых поверхностях, не высыхает в течение длительного времени и не образует твердой плёнки; его используют для смазки мелких механизмов — часов, швейных машинок, контрольно-измерительных и других точных приборов. Используется также как легирующий компонент в специальных часовых и приборных маслах и смазках.
В отличие от костного жира, застывающего при низких положительных температурах, костяное масло остается жидким до —2 °C, а высокоочищенное —  до —18 °C.

## Состав
Костяное масло состоит главным образом из нитрилов жирных кислот (от пропионового до стеаринового), которых находится в нём от 40 до 45 %, пиррола и его гомологов (10—15 %), содержит также углеводороды, пиридиновые основания, фенолы.

## Производство
Костное масло производится отпрессовыванием кристаллизованного костного жира, вытопленного из цевочных костей.
Масло высшего сорта производится из первых фракций переработки костного жира, масло первого сорта — из отходов при изготовлении масла высшего сорта.
Костяное масло может также получаться при сухой перегонке обезжиренных костей.

### В домашних условиях
Для выработки жира кости рубят, после чего варят в дистиллированной (или дождевой) воде для полного выплавления из них жира (в просторечии называемого «костным мозгом») в воду, затем отстаивают (чтобы жир полностью отделился от воды), после чего снимают жир с поверхности, не затрагивая воды. Полученный густой жир отстаивают в стеклянной воронке самотеком через фильтровальную бумагу или сукно в тёмном, плотно закрытом шкафу (чтобы избежать окисления на свету и попадания пыли), повторяя отстаивание несколько раз и получая на каждом этапе всё более легкотекучую, светлую и прозрачную жидкость. Цикл отстаивания повторяется 3—5 раз и происходит очень медленно — масло отделяется от густых фракций жира каплями. В целом процесс очистки длится 1—2 месяца.